# Авіловка (Україна)
Аві́ловка — село Єнакієвської міської громади Горлівського району Донецької області, Україна. Населення становить 49 осіб.

## Географія
Село розташоване на річці під назвою Булавинка. Відстань до райцентру становить близько 4 км і проходить автошляхом місцевого значення.
Сусідні населені пункти: північному сході, сході — місто Єнакієве (вище за течією Булавинки); півночі — Старопетрівське, Софіївка; заході — Шапошникове, Щебенка (нижче за течією Булавинки), Корсунь; південному заході — Новоселівка, Новомар'ївка, Верхня Кринка, Верхня Кринка (Донецький район); півдні — Тихе; південному сході — Розівка.

## Населення
За даними перепису 2001 року населення села становило 49 осіб, із них 10,20 % зазначили рідною мову українську, 89,80 % — російську